# マクスウェル・シェレル・カベリーノ・アンドラーデ
マクスウェル・シェレル・カベリーノ・アンドラーデ（Maxwell Scherrer Cabelino Andrade、1981年8月27日 - ）は、ブラジル・カショエイロ・ジ・イタペミリン出身の元サッカー選手。

## 経歴
2000年にブラジルのクルゼイロECのユースチームでキャリアをスタートさせた。2001-2002シーズンにオランダのアヤックスへ移籍すると、1年目からコンスタントに出場し、2002-2003シーズンにはチャンピオンズリーグベスト8進出へ貢献。そして2003-2004シーズンにはリーグ最優秀選手に選出される活躍を見せ、同年にセレソンへ初選出された（ただし出場機会は無かった）。
2004-2005シーズンはシーズン終盤の2005年4月21日、KNVBカップ準決勝で右膝十字靭帯を断裂する大怪我を負うが、2006年1月31日にインテル入団が決定。一旦エンポリFCに登録した上で、7月13日に正式加入した。
2006-2007シーズンは序盤こそファビオ・グロッソに定位置を譲っていたが、彼の怪我や不調に伴い徐々に出場機会を増やすと、マイコンと共にサイドからの攻めを担った。ホームのパルマ戦ではセリエA初ゴールを記録し完全復活を印象付けた。しかし、2008-2009シーズンは若手のダビデ・サントンの台頭によって出場機会を失い、2009年7月15日にFCバルセロナへ移籍。移籍金は450万ユーロ＋50万ユーロのオプション。出番こそ少なかったものの、エリック・アビダルの貴重な控えとしてチームに貢献した。
2012年1月12日、フランスのパリ・サンジェルマンFCに移籍金250万ユーロ（約2億4600万円）前後の2年半契約で移籍した。
2013年8月14日のスイス代表との親善試合でブラジル代表初出場を果たし、翌年の2014 FIFAワールドカップでも1試合に出場したが、2014年10月7日に代表引退を表明した。
2016-17シーズンを最後に現役を引退した。

## 特徴
ポジションは基本的に左サイドバックだが、左サイドならウイングやサイドハーフ、ウイングバック等どのポジションでもプレー可能で、更にセンターハーフでもプレーできる。インテルではイバン・コルドバやズラタン・イブラヒモビッチと言った足の速い選手がいる中でチームNO.1の俊足を誇っていた。なお、イブラヒモビッチとはアヤックス時代からのチームメイトで公私ともに仲が良い。

## 所属クラブ
- クルゼイロEC 2000-2001
- アヤックス・アムステルダム 2001-2006
- インテル・ミラノ 2006-2009
- FCバルセロナ 2009-2012
- パリ・サンジェルマンFC 2012-2017

## 代表歴

### 出場大会
- ブラジル代表
  - 2014 FIFAワールドカップ

### 試合数
- 国際Aマッチ 10試合 0得点（2013年-2014年）[2]

| ブラジル代表 | 国際Aマッチ | 国際Aマッチ |
| 年           | 出場        | 得点        |
| ------------ | ----------- | ----------- |
| 2013         | 7           | 0           |
| 2014         | 3           | 0           |
| 通算         | 10          | 0           |

## タイトル

### クラブ
アヤックス
- エールディヴィジ 2001-02, 2003-04
- KNVBカップ 2001-02, 2005-06
- ヨハン・クライフ・シャール 2002, 2005

インテル
- セリエA 2006-07, 2007-08, 2008-09
- イタリアスーパーカップ 2006, 2008

FCバルセロナ
- リーガ・エスパニョーラ 2009-10, 2010-11
- スペインスーパーカップ 2009, 2010, 2011
- UEFAチャンピオンズリーグ 2010-11
- UEFAスーパーカップ 2009, 2011
- FIFAクラブワールドカップ 2009, 2011

パリ・サンジェルマンFC
- リーグ・アン 2012-13, 2013-14, 2014-15, 2015-16
- クープ・ドゥ・ラ・リーグ 2013-14, 2014-15, 2015-16, 2016-17
- クープ・ドゥ・フランス 2014-15, 2015-16, 2016-17
- トロフェ・デ・シャンピオン 2013, 2014, 2015, 2016

### 個人
- オランダ年間最優秀選手 : 2004